# Gouverneur de Coahuila
Le gouverneur de Coahuila (en espagnol : Gobernador de Coahuila) est le chef du pouvoir exécutif de l'État de Coahuila au Mexique.
La fonction est occupée par Manolo Jiménez Salinas depuis le 1er décembre 2023.

## Histoire
En 1824, l'État de Coahuila y Texas est créé et son premier gouverneur, Rafael Gonzáles, élu le 15 août. Le 2 octobre 1835, le Texas se sépare et devient indépendant l'année suivante. Le Coahuila devient un département en 1836 avant de revenir au statut d'État en 1846.
Depuis 1929, les gouverneurs successifs appartiennent tous au Parti national révolutionnaire (PNR), devenu le Parti de la révolution mexicaine (PRM) en 1938 puis le Parti révolutionnaire institutionnel (PRI) en 1946.

## Élection
Le gouverneur est élu au suffrage universel pour un mandat de six ans et n'est pas rééligible. La dernière élection a eu lieu le 4 juin 2023.